# The Ballad of Ronnie Drew
The Ballad of Ronnie Drew è un singolo pubblicato dagli U2 insieme ai Dubliners, ai Kíla e a numerosi altri musicisti irlandesi riuniti sotto il nome di A Band of Bowsies e dedicato al cantante folk Ronnie Drew all'epoca già malato di cancro.
La canzone fu registrata tra il 14 e il 15 gennaio del 2008 presso i Windmill Lane Studios di Dublino. I proventi delle vendite furono interamente destinati Irish Cancer Society.
Il testo è stato scritto da Robert Hunter dei Grateful Dead, Bono, The Edge, e Simon Carmody. L'idea - disse Bono - era quella di comporre una canzone che Ronnie avrebbe potuto cantare, ma alla fine abbiamo preferito scriverne una che parli di lui. Il CD The Ballad of Ronnie Drew fu distribuito solamente in Irlanda a partire dal 19 febbraio 2008.
Al progetto benefico partecipò anche il cantante Glen Hansard, ma la sua voce fu registrata via telefono perché in quei giorni si trovava negli Stati Uniti in occasione dei Premi Oscar 2008.

## Tracce
1. "The Ballad of Ronnie Drew" (4:52)
2. "Easy and Slow" (3:06) - cantata dallo stesso Ronnie Drew

## Alcuni dei musicisti che hanno partecipato
- Mary Black
- Paul Brady
- Moya Brennan
- Chris de Burgh
- Paddy Casey
- Andrea Corr
- Mary Coughlan
- Damien Dempsey
- Christy Dignam
- Gavin Friday
- Bob Geldof
- Glen Hansard
- Robert Hunter
- Ronan Keating
- Christy Moore
- Shane MacGowan
- Mundy
- Eleanor McEvoy
- Sinéad O'Connor
- Declan O'Rourke
- Duke Special